# Botryllocarpa
Botryllocarpa is een geslacht van zakpijpen (Ascidiacea) uit de familie Styelidae en de orde Stolidobranchia.

## Soorten
- Botryllocarpa elongata Kott, 1990
- Botryllocarpa viridis (Pizon, 1908)